# Monastero di Aleksandr Svirskij
Il monastero di Aleksandr Svirskij, in russo Александро-Свирский монастырь?, è un monastero ortodosso situato sulle rive del fiume Svir', nel nord-est dell'oblast' di Leningrado, in Russia.
Il monastero è stato fondato nel 1487 quando un monaco, Aleksandr Svirskij, del monastero di Valaam si stabilì tra Roschinskye e i "laghi santi", 20 km a est del lago Ladoga e a 6 km dal fiume Svir'. Durante la sua vita nel bosco egli ebbe una visione della santa Trinità che gli ordinò di costruire due cappelle di quercia dedicate alla Trinità.
A seguito della rivoluzione russa del 1917, i confratelli furono uccisi o deportati, mentre le reliquie di sant'Aleksandr furono profanate ed esposte al pubblico a Leningrado. Gli edifici del monastero medievale ospitarono un gulag conosciuto come Svirlag. Il monastero venne inoltre danneggiato durante la seconda guerra mondiale. I lavori di restauro iniziarono dopo il 1970.